# 西方世界伟大著作

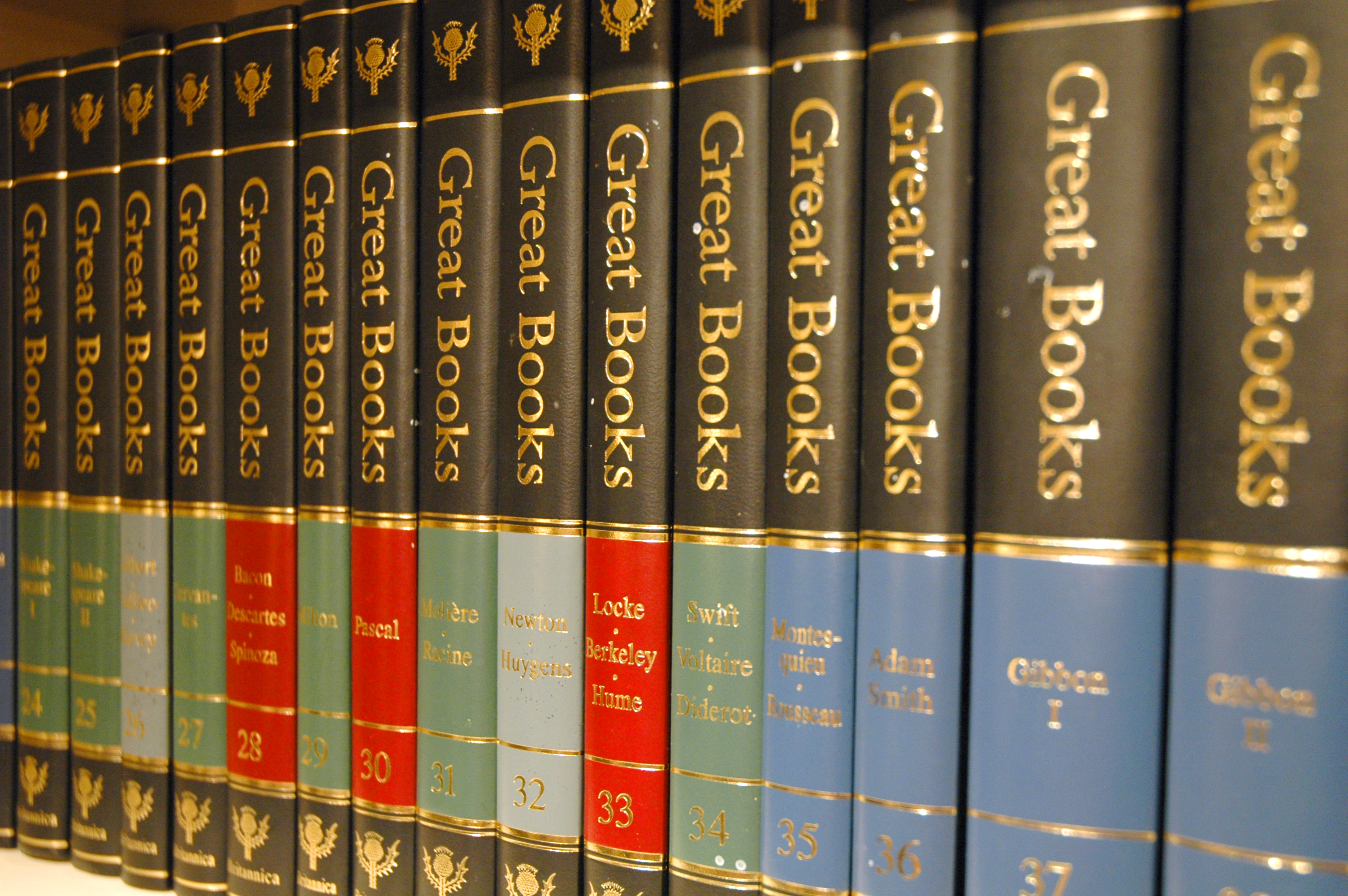
伟大著作 (第２版)

「西方世界之伟大著作」是一套西方文化经典丛书，首版于 1952 年（54 卷），二版于 1990 年（60 卷），出版方为美国大英百科全书公司。
丛书编选以三个标准：须关乎时势，而不只是重要的历史文献；须回馈当代读者，有温故知新之价值；须入「大观念的大会谈」之列，至少有 25 个「大观念」交汇其中（丛书审定之大观念共 102 个）。三者之外，如民族文化之丰富度、历史影响力、编辑个人之好恶等，皆无权重，概不入内。
伟大著作的书单是由伟大著作基金会负责研究并更新，属于伟大著作的教学课程内容。

## 历史

### 出版
「西方世界之伟大著作」课题发轫于芝加哥大学，由校长罗伯特·哈钦斯与教育学家莫蒂默·阿德勒联合发起，旨在开一门面对商人的课程，以填补他们在人文教育方面的缺陷，同时亦面对一般读者，助其通晓西方经典中的伟大著作，了解历经三千年长成的伟大观念。
威廉·本顿（后来成为美国参议员，随后又担任大英百科全书初版公司的CEO）是本课题的一个创始学者，提议遴选西方经典中最伟大的著作，然后由哈钦斯、阿德勒会同大英百科全书公司，足本出版选定书籍。
开始，哈钦斯对此提议心存戒惧，担心「伟大著作」进入商业运作后，会贬值成为一般文化产品。虽然如此，他还是同意了这门生意，然后从中获得6万美元报酬。项目总预算为 200 万美元。
1952 年 4 月 15 日，「西方世界之伟大著作」在纽约华尔道夫·阿斯托利亚酒店（Waldorf-Astoria Hotel）举行出版发布会。其间，哈钦斯做了一次演讲，说「这不仅是一套书，也不仅是一席人文教育。『西方世界之伟大著作』是一履虔诚之行。我们的存在本源在于斯，我们文化遗产在于斯。这就是西方，这就是西方对于人类的意义。」

### 销售
这套书一开始卖得不好，出版当年（1952）只卖出1863 本，第二年卖得则不到上年的十分之一。财务惨败步步紧逼，直到出版方大英百科全书公司改变了销售战略——派遣经验丰富的销售人员上门推销——才迎来转机。尽管这种叫卖确实印证了哈钦斯的担心，但凭借这种方法，1961 年卖出 50000 多套。

### 衍生读本
1963 年，《伟大著作入门》出版，意在介绍「伟大著作」中涉及到的作者&主题。此后，从 1961年到 1998 年，编辑部每年都会出一本《今日大观念（The Great Idea Today）》，以彰显「伟大著作」对当代生活的适用性。

## 著作
《西方世界伟大著作》最初出版了54卷，涵盖小说，历史，诗歌，自然科学，数学，哲学，戏剧，政治，宗教，经济和道德等领域。 哈钦斯写了第一册，题为“伟大的对话”，作为对自由教育的介绍和论述。 阿德勒主编了下两卷“伟大的思想：一个索引”，强调了该全集的统一性，并将西方思想的作为一种思维方式。这些索引人花费数月的时间编写，包括了“与上帝的意志相关的人类自由”和“摈弃真空，支持物质空间论”等议题。他们把这些话题分成了102个章节，阿德勒写了102篇介绍。每卷的颜色按主题领域分为四种 - 想象文学、数学与自然科学、历史与社会科学、哲学与神学。

## 第二版

### 对所选著作的批评
有些人认为，虽然选定的作者是值得的，但过于强调单一作者的全部作品，而不是更广泛的作者和代表作品（例如，所有的莎士比亚戏剧都包括在内）。该集的第二版已经包含130位作者和517个单部作品。编者指出，在索引中有为每个主题增加阅读的指南，将为有兴趣的读者推荐更多的作者。

### 对难度的批评
对科学和数学作品的选择受到批评，因为普通读者难以理解，特别是没有任何关键的指引。第二版删掉了阿波罗尼奥斯和约瑟夫·傅里叶的两部科学著作，部分原因是他们认为普通读者理解有困难。尽管如此，编辑们坚定地认为，普通读者的理解能力远超过批评者的期许。罗伯特·哈钦斯（Robert Hutchins）在第一版的介绍中表达了这种观点。